# جیمز اتکینسون
جیمز اتکینسون (انگلیسی: James Atkinson؛ ۱۷ فوریه ۱۹۱۶ – ۹ مه ۲۰۰۸) یک فیزیک‌دان اهل انگلستان بود.